# كفر ميت حواي
كفر ميت حواي إحدى قرى مركز السنطة التابع لمحافظة الغربية بجمهورية مصر العربية. وردت القرية مشتركة في زمام ميت حواي في سنة 1228 هـ ثم فصلت عنها في سنة 1275 هـ.

## السكان
بلغ عدد سكان كفر ميت حواي 8044 بنسمة حسب تقدير عام 2018.
| السنة  | 1882 | 1897 | 1907 | 1927 | 1947 | 1960 | 1976 | 1986 | 1996 | 2006  | 2018 |
| ------ | ---- | ---- | ---- | ---- | ---- | ---- | ---- | ---- | ---- | ----- | ---- |
| القرية | 684  | 932  | 1167 | 1304 | 1289 | 1887 | 2100 | 4115 | 4982 | 5,794 | 8044 |